# 准噶尔马先蒿
准噶尔马先蒿（学名：Pedicularis songarica）为列当科马先蒿属的植物。分布在俄罗斯以及中国大陆的新疆等地，生长于海拔1,800米至3,000米的地区，目前尚未由人工引种栽培。
种加名 songarica  意为“准噶尔的”。